# Rancora comstocki
Rancora comstocki är en fjärilsart som beskrevs av Mcdunnough 1937. Rancora comstocki ingår i släktet Rancora och familjen nattflyn. Inga underarter finns listade.